# 下布莱西
下布莱西（法語：Blaisy-Bas，法語發音：[blɛzi ba]）是法国科多尔省的一个市镇，位于该省中部，与上布莱西相邻，属于第戎区。

## 地理
下布莱西（47°22'22"N, 4°44'25"E）面积13.27 平方千米，位于法国勃艮第-弗朗什-孔泰大區科多尔省，该省份为法国中东部省份，北起奥布省，西接涅夫勒省和约讷省，南至索恩-卢瓦尔省，东南接汝拉省，东临上索恩省，东北部与上马恩省接壤。
与下布莱西接壤的市镇（或旧市镇、城区）包括：蒂尔塞、圣埃利耶、萨维尼苏马兰、特鲁欧、上布莱西、比西拉佩勒。

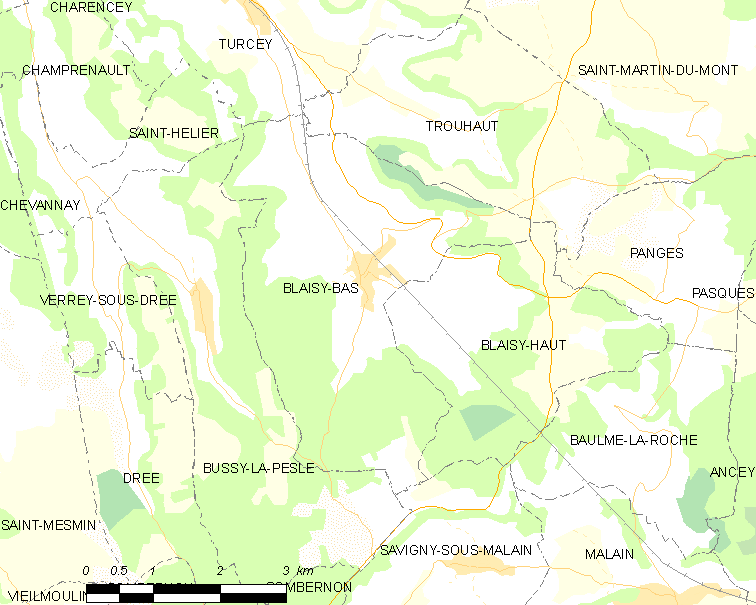
下布莱西的OSM定位图

下布莱西的时区为UTC+01:00、UTC+02:00（夏令时）。

## 行政
下布莱西的邮政编码为21540，INSEE市镇编码为21080。

## 政治
下布莱西所属的省级选区为塔朗县。

## 人口

1962-2008年间下布莱西人口变化图示

下布莱西于2022年1月1日时的人口数量为664人。